# 豊橋市の地名
- 愛知県 > 豊橋市 > 地名

豊橋市の地名（とよはししのちめい）では、豊橋市内に存在する町名・字名を一覧にして記す。

## 地名の変遷
括弧内は、数字は発足年・消滅年、地名は「大字」の項のみ旧自治体名、それ以外は旧町・大字名である。

### 市制施行から周辺町村の編入まで
1895年に渥美郡豊橋町と豊橋村が合併したのち、1906年7月に豊橋町と2村が新設合併し改めて発足した豊橋町に8月市制が敷かれることによって豊橋市は成立した。ここでは市制当時の28町13大字を列挙する。
- 上伝馬町
- 湊町
- 船町
- 西八町（1895年八町より成立、1958年廃止）
- 中八町（1895年八町より成立、1963年廃止）
- 東八町（1895年八町より成立、1963年廃止）
- 関屋町
- 本町（1958年廃止）
- 下町（1958年廃止）
- 鍛冶町
- 曲尺手町
- 呉服町
- 札木町
- 花園町
- 指笠町（1958年廃止）
- 三浦町（1958年廃止）
- 萱町
- 新銭町（1958年廃止）
- 紺屋町（1958年廃止）
- 松葉町（1958年1 - 3丁目を設置）
- 手間町（1958年廃止）
- 吉屋町（1958年廃止）
- 清水町（1958年廃止）
- 魚町
- 神明町
- 旭町（旧豊橋村）
- 東新町（旧豊橋村）
- 西新町（旧豊橋村）
- 談合（旧豊橋村、1926年廃止）
- 中世古（旧豊橋村、1926年廃止）
- 新川（旧豊橋村、1926年廃止）
- 飽海（旧豊橋村、1926年廃止）
- 中柴（旧豊橋村、1926年廃止）
- 向山（旧豊橋村、1926年廃止）
- 花田（旧花田村、1926年廃止）
- 岩崎（旧豊岡村、1926年廃止）
- 岩田（旧豊岡村、1926年廃止）
- 東田（旧豊岡村、1926年廃止）
- 瓦町（旧豊岡村、1926年廃止）
- 飯（旧豊岡村、1926年廃止）
- 三ノ輪（旧豊岡村、1926年廃止）

1926年、市内の13大字が廃止され、以下の13町に置き換わった。
- 談合町（談合）
- 中世古町（中世古）
- 新川町（新川）
- 飽海町（飽海）
- 中柴町（中柴）
- 向山町（向山）
- 花田町（花田）
- 岩崎町（岩崎）
- 岩田町（岩田）
- 東田町（東田）
- 瓦町（瓦町）
- 飯村町（飯）
- 三ノ輪町（三ノ輪）

1932年の周辺町村編入直前の市内には、41町が存在していた。

### 昭和初期の周辺町村の編入と町名設置
1932年、市内に周辺の1町3村および石巻村大字多米が編入された。編入された町村の大字は同市の町名に継承されるかいくつかの町に分割されている。ここではその編入によってできた町名などについて列挙する。なお豊橋市の成立した1906年に町村の再編成が行われ、旧宝飯郡で下地町を含む1町2村により下地町が、渥美郡で高師村・牟呂吉田村・二川町・杉山村・高豊村が、八名郡で下川村・石巻村が成立している。
旧宝飯郡下地町
- 下地町（下地）
- 大村町（大（旧大村））
- 長瀬町（長瀬（旧大村））
- 瓜郷町（瓜郷（旧鹿菅村））
- 横須賀町（津田（旧鹿菅村））
- 川崎町（津田（旧鹿菅村））
- 清須町（清須新田（旧鹿菅村））
- 下五井町（下五井（旧鹿菅村））

旧高師村
- 北丘町（高師）
- 高師石塚町（高師）
- 町畑町（高師）
- 牧野町（高師）
- 北山町（高師）
- 岩屋町（高師）
- 西口町（高師）
- 藤並町（高師）
- 高田町（高師）
- 浜道町（高師）
- 三本木町（高師）
- 上野町（高師）
- 高師本郷町（高師）
- 畑ケ田町（高師）
- 二本松町（高師、1937年廃止）
- 高船町（高師、1937年廃止）
- 西浦町（高師、1937年廃止）
- 芦原町（高師）
- 高師町（高師）
- 天伯町（高師）
- 小松町（福岡（旧福岡村））
- 山田町（福岡（旧福岡村））
- 小池町（福岡（旧福岡村））
- 佐藤町（福岡（旧福岡村））
- 小浜町（福岡（旧福岡村））
- 富本町（福岡（旧福岡村））
- 橋良町（福岡（旧福岡村））
- 南栄町（福岡（旧福岡村）・高師・磯辺（旧磯辺村））
- 王ケ崎町（磯辺（旧磯辺村））
- 駒形町（磯辺（旧磯辺村））
- 大山町（磯辺（旧磯辺村））
- 磯辺下地町（磯辺（旧磯辺村））
- 松井町（磯辺（旧磯辺村））
- 向草間町（磯辺（旧磯辺村））
- 一色町（磯辺（旧磯辺村））
- 草間町（磯辺（旧磯辺村））
- 中野町（磯辺（旧磯辺村））
- 船渡町（大崎（旧大崎村））
- 大崎町（大崎（旧大崎村））
- 植田町（植田（旧植田村））
- 大清水町（植田（旧植田村））
- 野依町（野依（旧野依村））

旧牟呂吉田村
- 往完町（牟呂（旧牟呂村））
- 牟呂町（牟呂（旧牟呂村））
- 神野新田町（牟呂（旧牟呂村）・（高師村）磯辺（旧磯辺村）・大崎（旧大崎村））
- 北島町（東豊田（旧吉田方村））
- 菰口町（東豊田（旧吉田方村）、1958年廃止）
- 野田町（東豊田（旧吉田方村））
- 三ツ相町（東豊田（旧吉田方村））
- 吉川町（東豊田（旧吉田方村））
- 馬見塚町（西豊田（旧吉田方村））
- 高洲町（西豊田（旧吉田方村））
- 小向町（西豊田（旧吉田方村））
- 新栄町（西豊田（旧吉田方村））
- 青竹町（青野（旧吉田方村））
- 富久縞町（青野（旧吉田方村））
- 吉前町（青野（旧吉田方村）・牟呂（旧牟呂村））

旧下川村
- 下条東町（東下条（旧下条村））
- 下条西町（西下条（旧下条村））
- 犬之子（旧下条村、1933年豊川町（現：豊川市）に編入[注釈 2]）
- 牛川町（牛川（旧牛川村）・西下条（旧下条村））

旧石巻村（一部）
- 多米町（多米（旧多米村））

#### 1953年までの町名設置
以上の町村の編入後、市内では新たな町名が次々と設置された。
- 向山大池町（1932年、向山町）
- 向山西町（1932年、向山町・瓦町）
- 向山台町（1932年、向山町）
- 舟原町（1933年、向山町・東田町・西新町）
- 前田町（1933年、向山町・中世古町・東田町、1973年1 - 2丁目を設置）
- 小畷町（1933年、向山町・東田町・中世古町・新川町）
- 西ノ又町（1933年、向山町・東田町・中世古町、1937年廃止）
- 前田南町（1933年、向山町・中世古町・花田町、2000年1 - 2丁目を設置）
- 柳生町（1933年、小池町）
- 堂浦町（1933年、小池町）
- 鍵田町（1933年、小池町）
- 東小池町（1933年、小池町）
- 南小池町（1934年、小池町）
- 福岡町（1934年、小池町）
- 東小田原町（1936年、花田町）
- 西小田原町（1936年、花田町）
- 松坂町（1936年、花田町、1958年廃止）
- 吉田町（1937年、西ノ又町・小畷町・中世古町、2000年廃止）
- 西高師町（1937年、二本松町・高船町・西浦町）
- 仲ノ町（1940年、瓦町・岩田町）
- 池見町（1940年、瓦町）
- 大井町（1940年、瓦町）
- 伝馬町（1940年、瓦町・三ノ輪町）
- 老松町（1940年、瓦町・東田町）
- 住吉町（1940年、瓦町・東田町）
- 牛川薬師町（1942年、牛川町）
- 前畑町（1943年、東田町・旭町）
- 入船町（1946年、小池町・橋良町）
- 花中町（1946年、小池町・花田町・橋良町）
- 鴨田町（1946年、小池町・橋良町・富本町）
- 西小池町（1946年、小池町）
- 西橋良町（1946年、橋良町）
- 東橋良町（1946年、橋良町・小池町）
- 中橋良町（1946年、橋良町）
- 松村町（1946年、橋良町・小池町）
- 有楽町（1946年、橋良町・小池町）
- 西郷町（1947年、東田町）
- 東田中郷町（1947年、東田町）
- 東郷町（1947年、東田町）
- 東雲町（1947年、東田町）
- 上地町（1947年、東田町）
- 仁連木町（1947年、東田町）
- 井原町（1947年、東田町・多米町・岩田町）
- 柱1 - 9番町（1948年、橋良町・小浜町）
- 潮崎町（1951年、小浜町）
- 神ノ輪町（1951年、小浜町）
- 中浜町（1951年、小浜町）
- 東小浜町（1951年、小浜町・橋良町）
- 藤沢町（1951年、橋良町・小浜町）
- 中郷町（1952年、花田町）
- 羽根井町（1952年、花田町・牟呂町）
- 菰口町1 - 6丁目（1952年、菰口町・北島町・花田町）
- 曙町（1953年、高師町・三本木町・上野町）

### 1955年の周辺町村の編入とその後の町名設置
1955年、市内に周辺の1町4村の全域と2村の各一部が編入された。編入された町村の大字は同市の町名に継承されるかいくつかの町に分割されている。ここではその編入によってできた町名などについて列挙する。なおこのうち双和村は1951年に2村の合併によって成立したものである。
3月1日編入
旧前芝村
- 日色野町（日色野）
- 前芝町（前芝）
- 梅薮町（梅薮）

旧二川町
- 雲谷町（谷川（旧谷川村））
- 中原町（谷川（旧谷川村））
- 原町（谷川（旧谷川村））
- 二川町（二川（旧大川町））
- 三弥町（二川（旧大川町））
- 大脇町（二川（旧大川町））
- 豊清町（二川（旧大川町）・谷川（旧谷川村））
- 大岩町（大岩（旧大川町））
- 細谷町（上細谷（旧細谷村））
- 西山町（上細谷（旧細谷村））
- 東細谷町（下細谷（旧細谷村））
- 小島町（小島（旧小沢村））
- 小松原町（小松原（旧小沢村））
- 寺沢町（寺沢（旧小沢村））

旧高豊村
- 高塚町（高塚（旧高根村））
- 東七根町（七根（旧高根村））
- 西七根町（七根（旧高根村））
- 城下町（豊南（旧豊南村））
- 伊古部町（伊古部（旧豊南村））
- 東赤沢町（赤沢（旧豊南村））
- 西赤沢町（赤沢（旧豊南村））

旧老津村
- 老津町（老津）

旧石巻村
- 石巻町（三輪（旧三輪村））
- 石巻本町（玉川（旧玉川村）・馬越（旧西郷村））
- 嵩山町（嵩山（旧嵩山村））
- 石巻平野町（平野（旧西郷村））
- 石巻中山町（中山（旧西郷村））
- 石巻萩平町（萩平（旧西郷村））
- 石巻西川町（西川（旧西郷村））
- 石巻小野田町（小野田（旧西郷村））

4月1日編入
旧杉山村（一部）
残部は田原町（現・田原市）に編入。
- 杉山町（杉山）

旧双和村（一部）
残部は一宮村（現・豊川市）に編入。
- 賀茂町（賀茂（旧賀茂村））

#### 1957年以降の町名設置
以上の町村の編入後、市内では区画整理や豊橋港・三河港の埋め立てにより新たな町名が次々と設置された。ここではそれらの理由により現在までに設置された町名を列挙する。
- 弥生町（1957年、高師町・北山町・南栄町）
- 西幸町（1957年、高師町・浜道町・佐藤町）
- 東幸町（1957年、高師町）
- 大橋通1 - 3丁目（1958年、上伝馬町・船町・北島町・花田町・湊町・松葉町）
- 八町通1 - 5丁目（1958年、西八町・中八町・関屋町・札木町・曲尺手町・東八町・呉服町・下町・西新町・旭町、1963年中八町を編入）
- 新本町（1958年、本町・指笠町・三浦町・魚町・萱町・花園町）
- 大手町（1958年、手間町・神明町・紺屋町・吉屋町・魚町・札木町・呉服町）
- 新吉町（1958年、吉屋町・新川町・中世古町・呉服町・曲尺手町）
- 旭本町（1958年、旭町・西新町）
- 南旭町（1958年、旭町・東新町・西新町）
- 大国町（1958年、中柴町・吉田町・花田町・新川町）
- 広小路1 - 3丁目（1958年、花田町・松葉町・花園町・新銭町・清水町・神明町・紺屋町）
- 駅前大通1 - 3丁目（1958年、花田町・松葉町・花園町・新銭町・新川町・神明町）
- 絹田町（1958年、花田町）
- 東松山町（1958年、花田町・吉田町・中柴町・前田南町）
- 中松山町（1958年、花田町・中柴町）
- 西松山町（1958年、花田町・西小田原町・中柴町・松坂町）
- 南松山町（1958年、花田町・松坂町）
- 南島町1 - 2丁目（1958年、菰口町・花田町・北島町）
- 向山東町（1959年、向山町・三ノ輪町）
- 西羽田町（1959年、花田町・往完町）
- 羽田町（1959年、花田町）
- 花田1 - 3番町（1959年、花田町）
- 築地町（1959年、花田町）
- 白河町（1959年、花田町）
- 野黒町（1959年、花田町）
- 八通町（1959年、花田町）
- 立花町（1959年、花田町）
- 羽根井本町（1959年、花田町）
- 錦町（1959年、花田町）
- 北側町（1959年、花田町）
- 吾妻町（1959年、瓦町・東田町）
- 三ノ輪町1 - 5丁目（1959年、三ノ輪町・向山町・岩田町）
- 下地町1 - 5丁目（1959年、下地町）
- 平川町（1960年、岩田町）
- 東光町（1960年、岩田町）
- 栄町（1960年、岩田町）
- 東田仲の町（1960年、岩田町）
- 明海町（1960年、埋立地・老津町・大崎町）
- 東高田町（1962年、天伯町・藤並町）
- 豊栄町（1962年、小島町・小松原町・寺沢町・東七根町）
- 富士見町（1962年、小島町・小松原町）
- 今橋町（1963年、東八町）
- 瓦町通1 - 2丁目（1964年、瓦町・老松町・大井町）
- 南瓦町（1964年、瓦町・向山西町）
- 春日町1 - 2丁目（1964年、瓦町・岩田町・伝馬町・仲ノ町）
- 山田1 - 3番町（1965年、山田町・牧野町・小松町）
- 江島町（1965年、山田町・佐藤町・牧野町）
- 城山町（1965年、向草間町）
- 南大清水町（1965年、大清水町・野依町・西赤沢町・東赤沢町）
- 東大清水町（1965年、野依町）
- 豊岡町（1967年、岩田町）
- 朝丘町（1967年、岩田町）
- 宮下町（1967年、岩田町）
- 若松町（1967年、野依町・高塚町）
- 平川南町（1969年、岩田町・平川町）
- 羽根井西町（1972年、花田町・羽根井町・往完町・牟呂町）
- 東脇1 - 4丁目（1972年、牟呂町・往完町）
- 市場1丁目（1972年、牟呂町）
- 緑ケ丘1 - 2丁目（1972年、牛川町）
- 森岡町（1974年、石巻本町・牛川町）
- 西岩田1 - 6丁目（1975年、岩田町）
- 中岩田1 - 6丁目（1975年、岩田町・飯村町、はじめ1丁目、4丁目が1980年、2 - 3・5 - 6丁目が1982年にそれぞれ設置）
- 御園町（1975年、東田中郷町・東田町）
- 神野ふ頭町（1977年、埋立地・神野新田町）
- 牛川通1 - 5丁目（1978年、牛川町・石巻本町）
- 忠興1 - 3丁目（1978年、牛川町・緑ヶ丘1丁目・石巻本町）
- 東森岡1 - 2丁目（1978年、牛川町・石巻本町）
- 東小鷹野1 - 4丁目（1978年、多米町・牛川町・井原町）
- 西小鷹野1 - 4丁目（1978年、多米町・牛川町）
- 南牛川1 - 2丁目（1978年、牛川薬師町・牛川町）
- 平川本町1 - 3丁目（1980年、岩田町・平川町）
- 新西浜町（1980年、埋立地）
- 問屋町（1981年、富久縞町・神野新田町）
- 東岩田1 - 4丁目（1982年、岩田町・飯村町）
- 北岩田1 - 2丁目（1983年、岩田町・多米町・東田町）
- 内張町（1983年、草間町・向草間町・一色町）
- 多米中町1 - 4丁目（1983年、多米町・岩田町・岩崎町）
- 多米東町1 - 3丁目（1983年、多米町）
- 多米西町1 - 3丁目（1983年、多米町・岩田町・東田町）
- 富士見台1 - 3丁目（1985年、南大清水町・西赤沢町・老津町）
- 神野西町1丁目（1986年、埋立地）
- 浪ノ上町（1987年、牛川町）
- 梅薮西町（1989年、梅薮町）
- 飯村北1 - 5丁目（1994年、飯村町）
- 飯村南1 - 5丁目（1994年、飯村町）
- つつじが丘1 - 3丁目（1996年、山田町など）
- 佐藤1 - 5丁目（1996年、佐藤町など）
- 西浜町（1998年、前芝町）
- 牟呂水神町（2000年、牟呂町）
- 牟呂外神町（2000年、牟呂町）
- 牟呂大西町（2000年、牟呂町）
- 牟呂公文町（2000年、牟呂町）
- 牟呂中村町（2000年、牟呂町）
- 牟呂市場町（2000年、牟呂町）
- 前田中町（2000年、吉田町など）
- 野依台（野依町など）